# John Parrott
John Parrott est un joueur professionnel anglais de snooker né le 11 mai 1964 à Liverpool. 
Il fut un visage familier du circuit de snooker professionnel à la fin des années 1980 et tout au long des années 1990, et est resté dans les 16 premiers du classement mondial pendant quatorze saisons consécutives. Sa carrière prend un réel tournant en 1991, lorsqu'il remporte le titre de champion du monde contre Jimmy White, trois ans après avoir subi la plus lourde défaite en finale du championnat du monde (18-3) contre Steve Davis. 
Retraité en 2010, il s'est depuis reconverti en commentateur pour la télévision britannique.

## Carrière

### Débuts dans le snooker
Parrott est initialement un joueur de bowling jusqu'à l'âge de douze ans, où il découvre le snooker et décide de s'y consacrer. Très jeune, il se fait repérer par celui qui deviendra son manageur dans les années 1980 ; Phil Miller. C'est d'ailleurs en 1980 qu'il est finaliste du championnat d'Angleterre des moins de seize ans. Les deux années qui suivent, il tire son épingle du jeu et remporte l'Open Pontins (1981) et le Pot Black junior (1982), puis passe professionnel en 1983, après quatorze succès consécutifs chez les amateurs ; un record.

### Point culminant (1983-1998)
Parrott connait sa première finale de classement en 1988, lors du Classique, s'inclinant de justesse face au meilleur joueur de l'époque ; Steve Davis. Il remporte ses premiers titres de classement en 1989 et 1990, lors de l'Open d'Europe, après des victoires respectives face à Terry Griffiths et Stephen Hendry. Egalement finaliste battu du Masters 1989, l'Anglais devient le 2e meilleur joueur du monde pour la saison 1989-1990.
Il atteint la finale du championnat du monde de 1989, où il est battu par Steve Davis (18-3), la plus lourde défaite d'une finale de championnat du monde des temps modernes. Il remporte le titre deux ans plus tard, en battant Jimmy White en finale du championnat du monde de 1991. Il répétera sa victoire contre White plus tard la même année, pour remporter le titre de champion du Royaume-Uni, devenant ainsi le troisième joueur seulement à remporter les deux championnats au cours de la même année, après Steve Davis et Stephen Hendry ; il est toujours l'un des six joueurs seulement à avoir réalisé cet exploit.
John Parrott poursuit son ascension et remporte deux nouveaux titres de classement : le Classique de Dubai 1991 et 1992, pour redevenir no 2 mondial. Il remporte son septième titre classé à l'Open international en 1994, après avoir dominé James Wattana en finale (9-5). En 1995-1996, il remporte ses troisièmes titres au Classique de Dubai et à l'Open d'Europe, devenant ainsi le joueur le plus titré à Dubai.
Bien qu'il ne parvienne jamais à remporter un dixième titre de classement, Parrott perd trois autres finales à la fin des années 1990 : l'Open d'Europe (1997), l'Open d'Allemagne (1997) et le Masters de Thaïlande (1998).
Parrott fait partie des quelques joueurs à qui il manque une victoire pour compléter la triple couronne de carrière. Pour lui, c'est le titre au Masters qui manque à son palmarès. Bien qu'il ne l'ait jamais remporté, il a déjà échoué trois fois en finale, à chaque occasion contre Stephen Hendry.

### Fin de carrière (1999-2010)
À partir de la fin des années 1990, le classement et les résultats de John Parrott commencent à décliner. Le Liverpuldien se retrouve à la 10e position du classement de 2000-2001, soit son plus mauvais classement depuis 1988-1989. Au cours de cette même saison 2000-2001, il n'atteint qu'une seule demi-finale (Masters de Thaïlande) sur les dix tournois classés auxquels il participe. Ce manque de résultats se traduit par une sortie du top 16 mondial pour la première fois en plus de quatorze ans pour Parrott.
La saison 2002-2003 est encore moins bonne ; il ne remporte que deux matchs sur l'intégralité de la saison, et se voit rétrograder à la 30e place mondiale, soit à trois place d'être éjecté du top 32 pour la première fois depuis son début de carrière. Parrott parvient toutefois à y survivre pendant plusieurs saisons, avec comme meilleures performances une demi-finale à la coupe LG 2003 et un quart de finale au championnat du Royaume-Uni 2004.
Mais, après la saison 2005-2006, John Parrott redescend au 42e rang du classement mondial. Il dispute ses derniers matchs au Crucible Theatre pour le championnat du monde 2007, où il s'offre une dernière bataille contre son vieux rival Steve Davis. Après une victoire palpitante contre Davis (10-9), il est éliminé par Shaun Murphy (13-8).
Il se retire du jeu à l'issue de la saison 2009-2010, et explique : « Si je ne suis plus en tournée, il est certain que je prendrai ma retraite. Je ne jouerai certainement pas plus bas. Si je perds ma carte, c'est moi qui disparaîtrai. J'ai toujours le plus grand respect pour le jeu. Je viens de perdre au championnat du monde et je ne vais pas cracher le morceau. Mais je n'apprécie plus les heures d'entraînement. ».

## Reconversion
Il est désormais devenu expert du snooker pour la BBC, commentant régulièrement les matchs aux côtés de Steve Davis.
En tant qu'adepte des courses de chevaux, Parrott fait souvent la présentation des courses au Royaume-Uni. Il participe notamment à l'ouverture des courses diffusés par la BBC, intégrant l'équipe des présentateurs pour la plupart d'entre elles.

## Vie personnelle
Il est un grand partisan de l'Everton Football Club, et est d'ailleurs le frère d'un ancien membre de l'équipe : Duncan Ferguson.
En 1996, il est décoré de l'Ordre de l'Empire britannique.
En 2008, il lance sa propre fabrication de queues de billard.
En 2010, il prend la tête de la British Crown Green Bowling Association.

## Palmarès
| Légende | Catégorie                      | Titres                         | Finales                        |
|         | Tournois classés               | 9                              | 9                              |
|         | Tournois non classés           | 7                              | 14                             |
|         | Tournois en équipes            | 1                              | 0                              |
|         | Tournois seniors               | 0                              | 1                              |
|         | Tournois pro-am                | 2                              | 1                              |
|         | Tournois amateurs              | 3                              | 1                              |
| Gras    | Tournois de la triple couronne | Tournois de la triple couronne | Tournois de la triple couronne |

### Titres
| Saison    | Nom du tournoi                         | Lieu            | Finaliste       | Score  | Tableau |
| 1981      | Open Pontins Junior                    | Prestatyn       | Don Tate        | 3-1    |         |
| 1981-1982 | Tournoi Pontins pro-am (printemps)     | Prestatyn       | Ray Reardon     | 7-4    | Tableau |
| 1982      | Pot Black Junior                       |                 | John Keers      | 169-70 |         |
| 1983      | Pot Black Junior (2)                   |                 | Steve Ventham   | 1-1    |         |
| 1985-1986 | Tournoi Pontins pro-am (printemps) (2) | Prestatyn       | Tony Putnam     | 7-6    | Tableau |
| 1987-1988 | Coupe Kent                             | Pékin           | Martin Clark    | 5-1    | Tableau |
| 1987-1988 | Tournoi Pontins                        | Prestatyn       | Mike Hallett    | 9-1    | Tableau |
| 1988-1989 | Open d'Europe                          | Deauville       | Terry Griffiths | 9-8    | Tableau |
| 1989-1990 | Open d'Europe (2)                      | Lyon            | Stephen Hendry  | 10-6   | Tableau |
| 1990-1991 | Masters de Belgique                    | Anvers          | Jimmy White     | 9-6    | Tableau |
| 1990-1991 | Grand Prix Norwich Union               | Monte-Carlo     | Steve Davis     | 4-2    | Tableau |
| 1990-1991 | Championnat du monde                   | Sheffield       | Jimmy White     | 18-11  | Tableau |
| 1991-1992 | Classique de Dubai                     | Dubaï           | Tony Knowles    | 9-3    | Tableau |
| 1991-1992 | Championnat du Royaume-Uni             | Preston         | Jimmy White     | 16-13  | Tableau |
| 1992-1993 | Classique Kent                         | Pékin           | Stephen Hendry  | 6-5    | Tableau |
| 1992-1993 | Classique de Dubai (2)                 | Dubaï           | Stephen Hendry  | 9-8    | Tableau |
| 1993-1994 | Open international                     | Bournemouth     | James Wattana   | 9-4    | Tableau |
| 1994-1995 | Grand Prix de Malte                    | La Vallette     | Tony Drago      | 7-5    | Tableau |
| 1995-1996 | Classique de Thailande                 | Bangkok         | Nigel Bond      | 9-6    | Tableau |
| 1995-1996 | Open d'Europe (3)                      | La Vallette     | Peter Ebdon     | 9-7    | Tableau |
| 1998-1999 | Masters d'Allemagne                    | Bingen am Rhein | Mark Williams   | 6-4    | Tableau |
| 1999-2000 | Coupe des nations                      | Reading         | Pays de Galles  | 6-4    | Tableau |

### Finales perdues
| Saison    | Nom du tournoi                         | Lieu            | Vainqueur      | Score  | Tableau |
| 1983      | Championnat d'Angleterre amateur       |                 | Tony Jones     | 9-13   |         |
| 1984-1985 | Tournoi Pontins pro-am (printemps)     | Prestatyn       | Jim Chambers   | 6-7    | Tableau |
| 1987-1988 | Classique de snooker                   | Blackpool       | Steve Davis    | 11-13  | Tableau |
| 1988-1989 | Championnat du monde de match-play     | Brentwood       | Steve Davis    | 5-9    | Tableau |
| 1988-1989 | Masters                                | Londres         | Stephen Hendry | 6-9    | Tableau |
| 1988-1989 | Championnat d'Angleterre               | Bristol         | Mike Hallett   | 7-9    | Tableau |
| 1988-1989 | Championnat du monde                   | Sheffield       | Steve Davis    | 3-18   | Tableau |
| 1988-1989 | Ligue Matchroom                        |                 | Steve Davis    | [ 16 ] | Tableau |
| 1988-1989 | Masters de Londres                     | Londres         | Stephen Hendry | 2-4    | Tableau |
| 1989-1990 | Championnat du monde de match-play (2) | Brentwood       | Jimmy White    | 9-18   | Tableau |
| 1989-1990 | Masters (2)                            | Londres         | Stephen Hendry | 4-9    | Tableau |
| 1989-1990 | Masters de Londres (2)                 | Londres         | Stephen Hendry | 2-4    | Tableau |
| 1990-1991 | Masters d'Irlande                      | Kill            | Steve Davis    | 5-9    | Tableau |
| 1991-1992 | Challenge d'Inde                       | Delhi           | Stephen Hendry | 5-9    | Tableau |
| 1991-1992 | Masters (3)                            | Londres         | Stephen Hendry | 4-9    | Tableau |
| 1991-1992 | Open Strachan                          | Bristol         | James Wattana  | 5-9    | Tableau |
| 1992-1993 | Masters de Belgique                    | Anvers          | James Wattana  | 5-10   | Tableau |
| 1992-1993 | Championnat du Royaume-Uni             | Preston         | Jimmy White    | 9-16   | Tableau |
| 1993-1994 | Ligue d'Europe                         | Bingen am Rhein | Stephen Hendry | 7-10   | Tableau |
| 1994-1995 | Open d'Europe                          | Anvers          | Stephen Hendry | 3-9    | Tableau |
| 1995-1996 | Challenge rouge et blanc               | Islamabad       | Nigel Bond     | 6-8    | Tableau |
| 1995-1996 | Open du pays de Galles                 | Newport         | Mark Williams  | 3-9    | Tableau |
| 1996-1997 | Open d'Europe (2)                      | La Valette      | John Higgins   | 5-9    | Tableau |
| 1997-1998 | Open d'Allemagne                       | Bingen am Rhein | John Higgins   | 4-9    | Tableau |
| 1997-1998 | Masters de Thaïlande                   | Bangkok         | Stephen Hendry | 6-9    | Tableau |
| 2016-2017 | Championnat du monde seniors           | Scunthorpe      | Peter Lines    | 0-4    | Tableau |